# Uroc Teatro
Uroc Teatro es una compañía teatral española, fundada en 1985 por Petra Martínez y Juan Margallo, pareja inseparable procedente de los circuitos del teatro independiente, más concretamente de grupos como Tábano, "El Búho" y El Gayo Vallecano, cantera teatral de la Transición. Habiendo contado en los primeros años con la colaboración del también ex-tábano Juan Antonio Díaz "Chicho", desde comienzos del siglo xxi las actividades están coordinadas por Olga Margallo y Antonio Muñoz de Mesa. Han participado en diversos Festivales Internacionales en Francia, Portugal, Argentina, Chile, USA, Paraguay y República Dominicana, principalmente.

## Principales montajes
Dirigidas a un público familiar tanto infantil como adulto, estas han sido algunas de sus principales obras.
- "Ejercicio para equilibristas"
- "Pareja abierta"
- "La tuerta suerte de Perico Galápago", de Jorge Márquez
- "El señor Ibrahim y las flores del Corán"
- "La visita"
- "Otro gran teatro del mundo"
- "La madre pasota"

En abril de 2011 el Consejo de Ministros de España concedió a la compañía la Medalla de Oro al Mérito en las Bellas Artes.